# A Cruz da Minha Vida
Come Back, Little Sheba (br/pt: A Cruz da Minha Vida ), é um filme norte-americano de 1952 dirigido por Daniel Mann.

## Sinopse
Casal formado por um alcoólatra e uma mulher desajustada, tem uma crise pessoal quando alugam um quarto a uma atraente jovem, por quem o homem fica atraído.

## Elenco principal
- Burt Lancaster   ...  Doc Delaney
- Shirley Booth    ...  Lola Delaney
- Terry Moore      ...  Marie Buckholder
- Richard Jaeckel  ...  Turk Fisher
- Philip Ober      ...  Ed Anderson

## Prêmios e indicações
Oscar
- Indicado a 3 prêmios, Vencedor na categoria de Melhor Atriz.